# Orde van naaldbossen
De orde van naaldbossen (Vaccinio-Piceetalia) is een orde uit de klasse van naaldbossen (Vaccinio-Piceetea). De orde omvat oligotrafente naaldstruweel- en naaldbosvegetatie van zure zandgronden.

## Naamgeving en codering
| Piceetalia excelsae Pawł. in Pawł., Sokołowski & Wallisch 1928 |
| Abieti-Piceetalia abietis Rameau 1998 nom. illeg.              |
| Abieti-Piceenalia abietis Rameau 1996 nom. nud.                |

- Engels: Eurosiberian continental fir forests
- Syntaxoncode voor Nederland (rVvN): r44A

De wetenschappelijke naam Vaccinio-Piceetalia is afgeleid van de botanische namen van enkele belangrijke soorten binnen deze orde: blauwe bosbes (Vaccinium myrtillus) en fijnspar (Picea abies).
De Nederlandse triviale naam 'orde van naaldbossen' is zeer verwarrend doordat de klasse niet alleen door naaldbossen wordt vertegenwoordigd maar ook voor een aanzienlijk deel door naaldstruwelen.

## Kenmerken

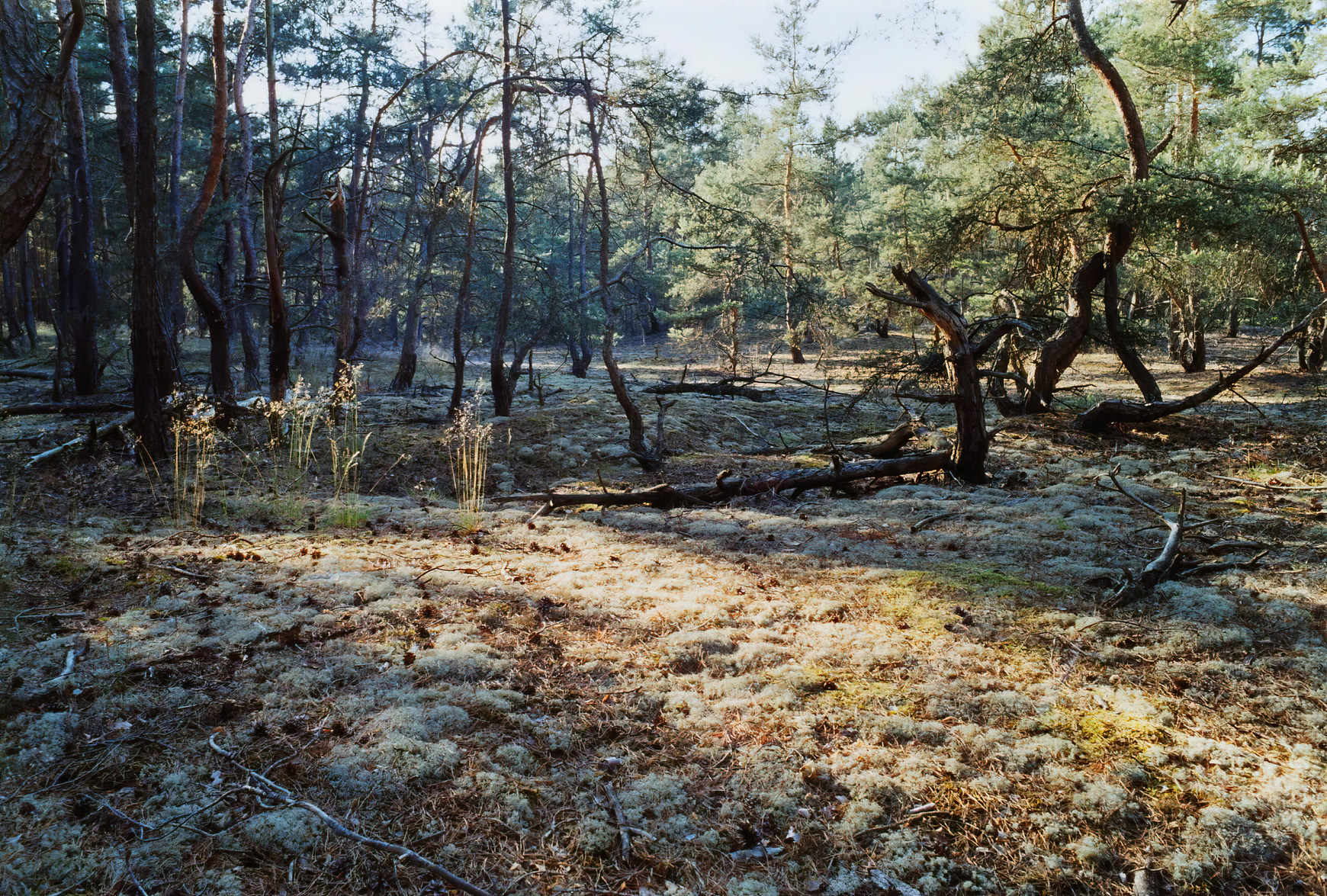
Het korstmossen-dennenbos, een tamelijk zeldzame associatie uit de orde van naaldbossen.

Voor de kenmerken van deze orde, zie de klasse van naaldbossen.

## Onderliggende syntaxa in Nederland en Vlaanderen
De orde van naaldbossen wordt in Nederland en Vlaanderen vertegenwoordigd door slechts één verbond met vier associaties.
- - verbond van naaldbossen (Dicrano-Pinion)
    - gaffeltandmos-jeneverbesstruweel (Dicrano-Juniperetum)
    - korstmossen-dennenbos (Cladonio-Pinetum)
    - bosbessen-dennenbos (Vaccinio myrtili-Pinetum)
    - kraaihei-dennenbos (Empetro-Pinetum)

## Diagnostische taxa voor Nederland en Vlaanderen
De orde van naaldbossen heeft voor Nederland en Vlaanderen geen specifieke kensoorten. Voor een overzicht van de voornaamste ken- en begeleidende soorten van de klasse, zie de klasse van naaldbossen.

## Fotogalerij

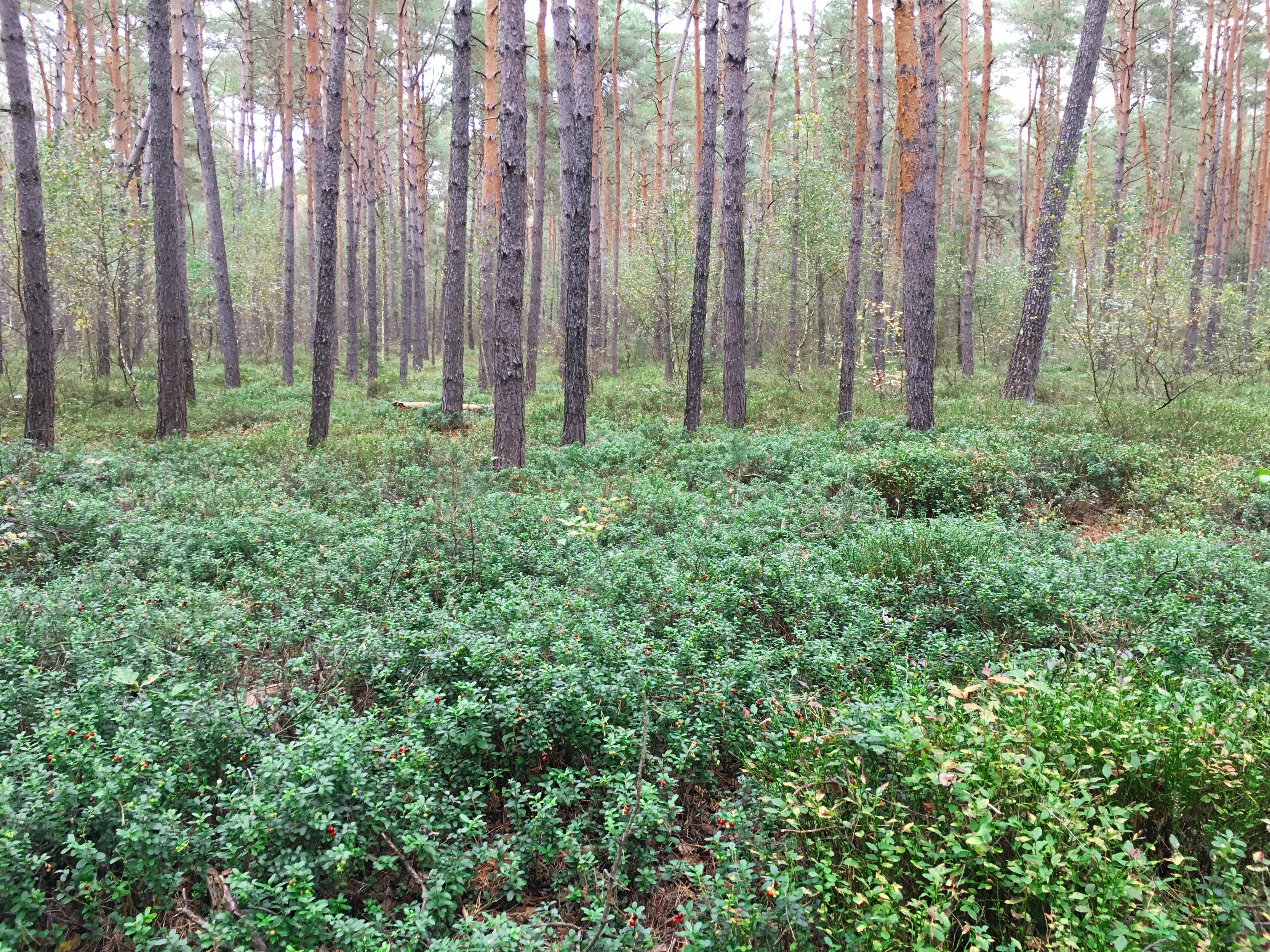
Een herfstaspect van het bosbessen-dennenbos.
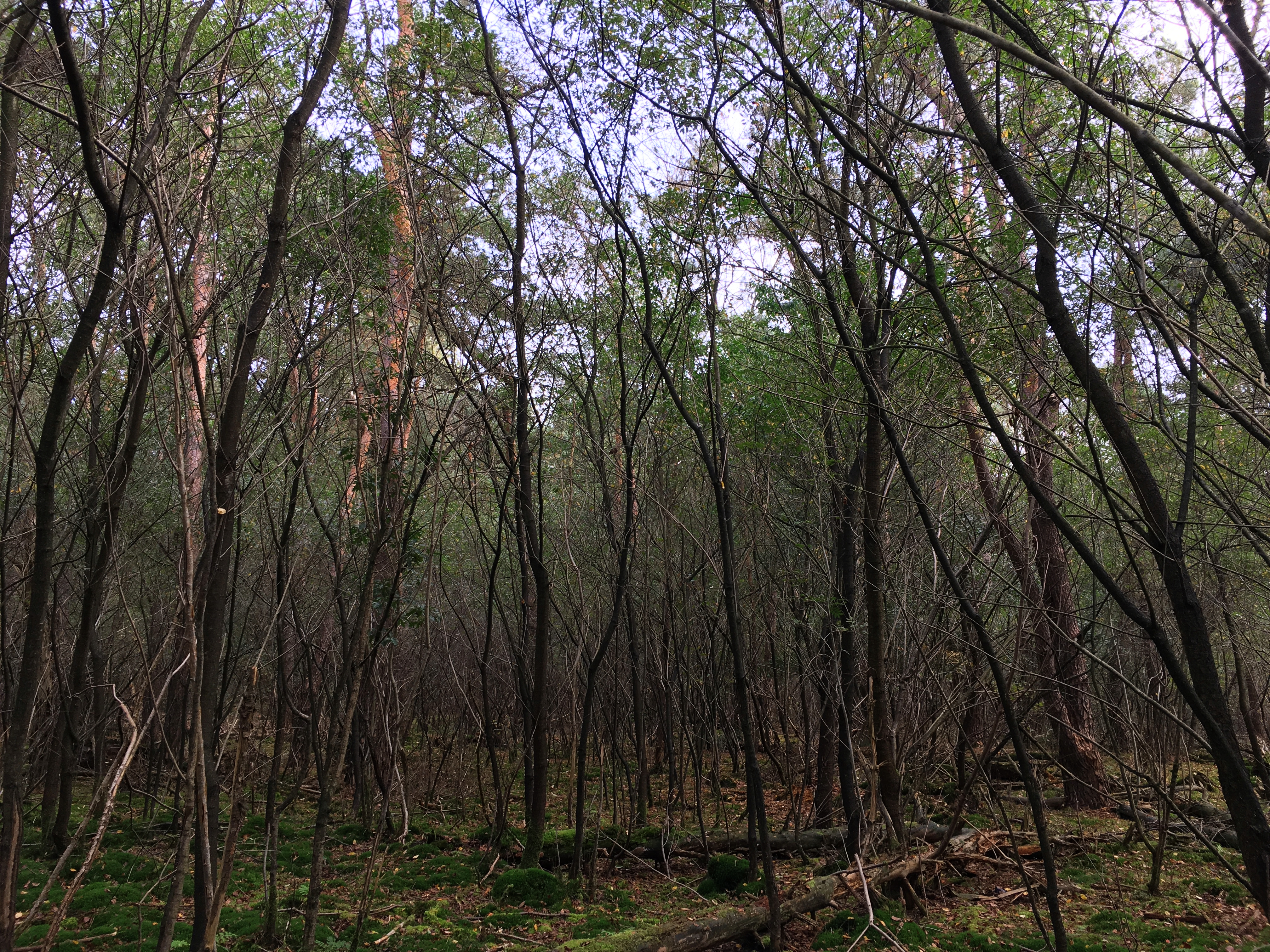
Derivaatgemeenschap met Amerikaanse vogelkers.